# Jakob Dörler

Jakob Dörler (um 1932)

Jakob Dörler (* 1. Dezember 1874 in Göcklingen, Pfalz; † 27. Mai 1957) war ein deutscher Gewerkschafter und Politiker (Zentrum, BVP).

## Werdegang
Nach Besuch der Volks- und Fortbildungsschule war Dörler von 1888 an als Arbeiter in einer Schuhfabrik in Pirmasens angestellt. Unterbrochen wurde die Anstellung in den Jahren 1895 bis 1897 durch den Militärdienst beim Bayerischen 8. Infanterie-Regiment in Metz. Er betätigte sich im politischen und katholischen Vereinsleben und war Gründer und Mitbegründer in der christlichen Gewerkschafts- und katholischen Arbeiterbewegung. Von 1908 an war er als Gewerkschaftsangestellter beim katholischen Zentralverband christlicher Lederarbeiter in Pirmasens tätig. In den Jahren 1914/18 leistete er Kriegsdienst.
Ein erstes politisches Mandat übernahm er 1920 als Stadtrat in Pirmasens. Er war auch Dritter Vorsitzender der Pfälzischen Zentrumspartei. Von Juni 1923 bis Februar 1924 war er mit seiner Familie von den französischen Besatzungsbehörden ausgewiesen.
Bei der Landtagswahl im April 1932 zog er als Abgeordneter der Bayerischen Volkspartei im Wahlkreis Zweibrücken, Kusel, Kaiserslautern-Land, Landstuhl in den Bayerischen Landtag ein, dem er bis zur Gleichschaltung im April 1933 angehörte.